# Asterorhombus fijiensis
Asterorhombus fijiensis és un peix teleosti de la família dels bòtids i de l'ordre dels pleuronectiformes present a les costes de l'oest de l'oceà Índic, Illes Ryukyu, les Filipines, Palau, l'oest d'Austràlia, el nord de la Gran Barrera de Corall i Fidji. Pot arribar als 15 cm de llargària total.